# Fan Chung
Fan-Rong King Chung Graham (en chino, 金芳蓉; pinyin, Jīn Fāngróng; nacido el 9 de octubre de 1949), conocida profesionalmente como Fan Chung, es una matemática estadounidense que trabaja principalmente en las áreas de Teoría espectral de grafos, teoría de grafos extremales and Grafo aleatorio, en particular en la generalización de la Modelo Erdös–Rényi para grafos con una distribución de grados general (incluyendo Ley potencial gráficos en el estudio de grandes redes de información).
Desde 1998, Chung es Catedrática Paul Erdős de Combinatoria en la Universidad de California en San Diego (UCSD). Se doctoró en la Universidad de Pensilvania en 1974, bajo la dirección de Herbert Wilf. Tras trabajar en los Laboratorios Bell y en Bellcore durante diecinueve años, se incorporó al cuerpo docente de la Universidad de Pensilvania como primera mujer catedrática de matemáticas. Forma parte de los consejos editoriales de más de una docena de revistas internacionales.  Ha sido invitada a dar conferencias en numerosos congresos, entre ellos el Congreso Internacional de Matemáticos de 1994 y una conferencia plenaria sobre las matemáticas de PageRank en la reunión anual de 2008 de la Sociedad Matemática Americana. Fue elegida conferenciante Noether en 2009.

## Biografía
Fan Chung nació el 9 de octubre de 1949 en Kaohsiung (Taiwán). Bajo la influencia de su padre, ingeniero, empezó a interesarse por las matemáticas, especialmente por la combinatoria, en el instituto de Kaohsiung. Después del instituto, Chung ingresó en la Universidad Nacional de Taiwán (NTU) para iniciar formalmente su carrera en matemáticas. Durante sus estudios universitarios estuvo rodeada de muchas mujeres matemáticas, lo que la animó a seguir estudiando matemáticas.
Tras licenciarse en Matemáticas en la NTU, Chung ingresó en la Universidad de Pensilvania para seguir la carrera de Matemáticas. Allí obtuvo la nota más alta en el examen de acceso por un amplio margen, lo que llamó la atención de Herbert Wilf, que acabaría convirtiéndose en su director de doctorado. Wilf sugirió la teoría de Ramsey como tema en el que Chung podría trabajar. En una sola semana de estudio, Chung había conseguido nuevas pruebas de resultados establecidos en el campo. Wilf dijo: "Tenía los ojos desorbitados. Estaba muy emocionado. Le pedí que saliera a la pizarra y me lo enseñara. Lo que escribió fue increíble. En sólo una semana, partiendo de cero, había obtenido un resultado importante en la teoría de Ramsey. Le dije que acababa de hacer dos tercios de una tesis doctoral".
Chung se licenció en 1972 y se doctoró dos años más tarde. Para entonces, ya estaba casada y había dado a luz a su primer hijo. Ese mismo año se doctoró y empezó a trabajar en el Departamento de Fundamentos Matemáticos de la Computación de los Laboratorios Bell de Murray Hill (Nueva Jersey). El puesto en los Laboratorios Bell fue una oportunidad para trabajar con otros excelentes matemáticos, pero también contribuyó poderosamente a su mundo matemático. Ha publicado muchos trabajos matemáticos impresionantes, y ha publicado muchos trabajos conjuntos con Ron Graham.

### Vida privada

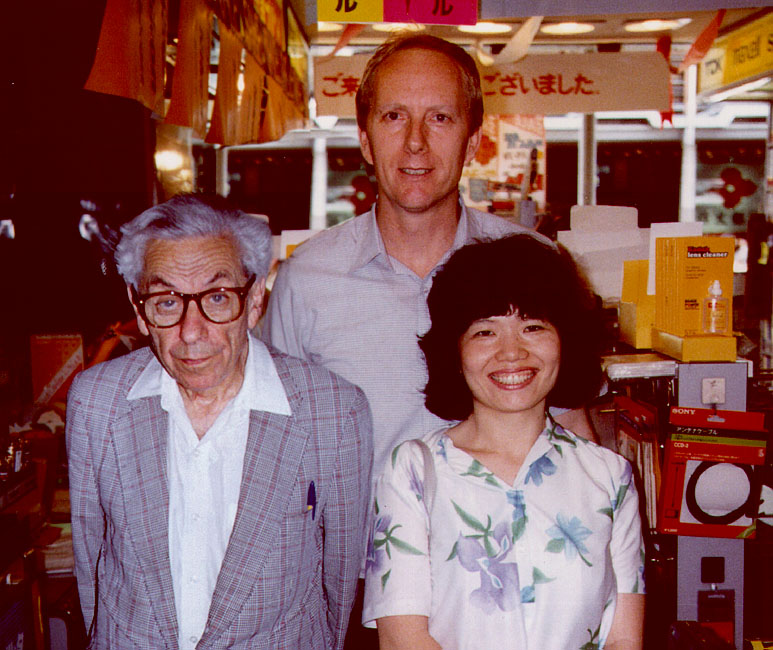
Fan Chung, su marido Ronald Graham, y Paul Erdős, Japón, 1986

Chung tiene dos hijos; el primero nació durante sus estudios de posgrado, fruto de su primer matrimonio..